# Melaleuca salicina
A Melaleuca salicina é uma planta da família Myrtaceae e é endêmica do leste da Austrália. Alguns herbários estaduais australianos continuam a usar o nome Callistemon salignus, um nome que é aceito pelo Censo Australiano de Plantas [en]. É um arbusto ou uma pequena árvore com folhagem macia, casca de papel branca e espigas de flores geralmente brancas ou de cor branco-creme na primavera.  

## Descrição
A Melaleuca salicina é um arbusto ou uma pequena árvore que cresce até 15 m de altura, com casca de papel branca ou cinza. Suas folhas são dispostas alternadamente e têm de 38 a 144 mm de comprimento, de 5 a 16 mm de largura, mais ou menos planas, de formato elíptico estreito e afiladas em ambas as extremidades. Há uma nervura mediana, nervuras marginais e 9-29 nervuras laterais distintas.
As flores são brancas ou branco-creme e estão dispostas em espigas na extremidade ou ao redor dos ramos que continuam a crescer após a floração. As hastes têm 20-35 mm de diâmetro e 50-80 mm de comprimento com 10 a 40 flores individuais. As pétalas têm de 2,6 a 4 mm de comprimento e caem à medida que a flor envelhece, e há de 48 a 65 estames em cada flor. A floração ocorre de setembro a novembro e é seguida por frutos que são cápsulas lenhosas, com 3,8 a 4,4 mm de comprimento e 4 a 5 mm de diâmetro.

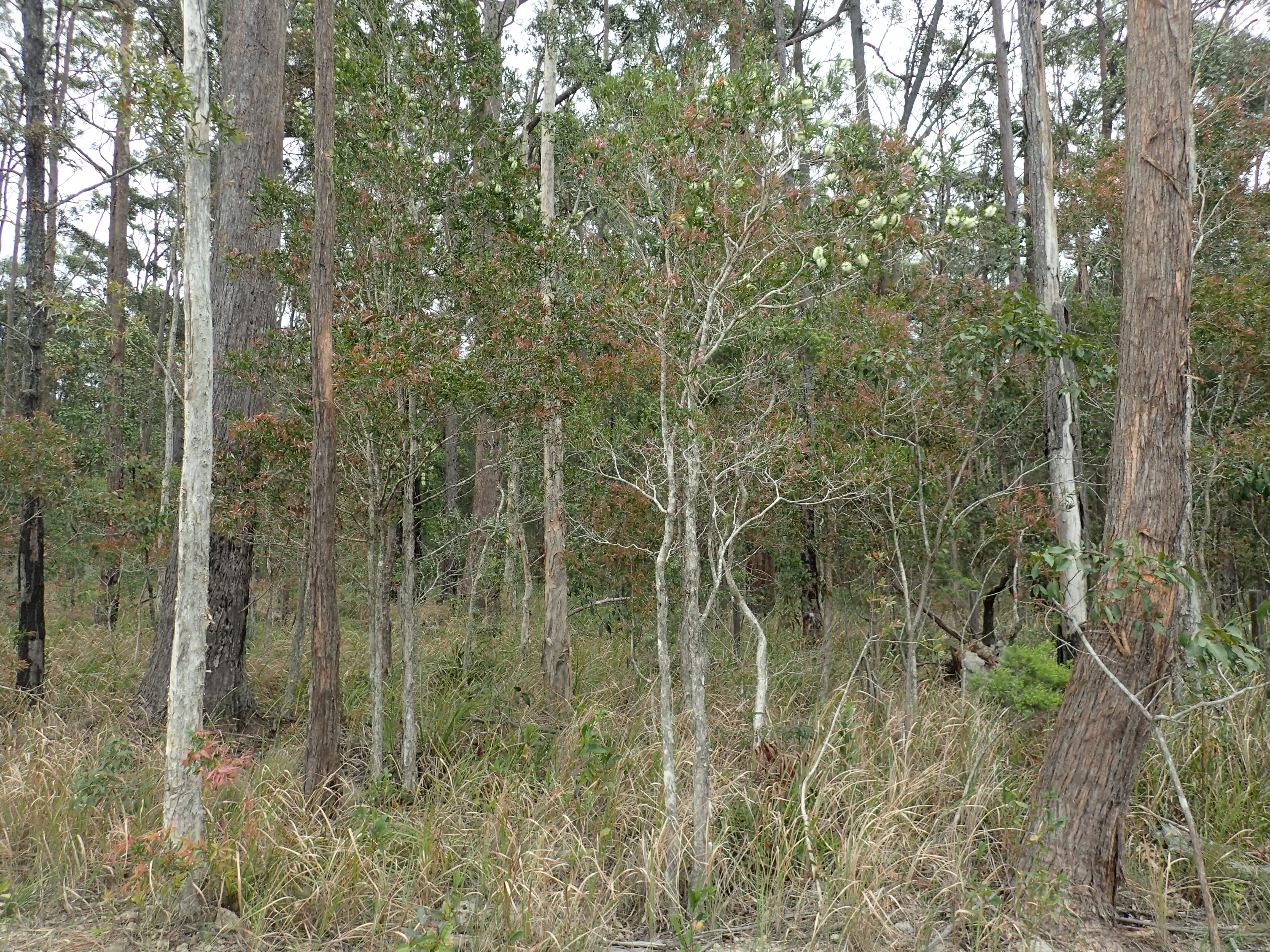
Perto de en.

## Taxonomia e nomeação
Essa espécie foi descrita formalmente pela primeira vez em 1797 por James Edward Smith, que lhe deu o nome Metrosideros saligna em Transactions of the Linnean Society of London. Depois, em 1826, Robert Sweet transferiu-a para o gênero Callistemon em sua obra Hortus Britannicus. Em 2006, Lyndley Craven [en] transferiu a espécie para Melaleuca como Melaleuca salicina, um nome que está listado como sinônimo de C. salignus pelo Censo Australiano de Plantas. O epíteto específico (salicina) refere-se a uma aparente semelhança entre as folhas dessa espécie e as de uma espécie de salgueiro do gênero Salix.
A base de dados Plants of the World Online considera o nome Melaleuca salicina como sinônimo de Melaleuca lophantha (Vent.).

## Distribuição e habitat
Essa planta do gênero Melaleuca ocorre em Nova Gales do Sul, desde a fronteira com Victoria ao longo da costa e vai até os distritos de Biloela [en] e Bundaberg, em Queensland. Ela cresce ao longo de cursos d'água e vias costeiras e em planícies fluviais.

## Uso na horticultura
A Melaleuca salicina é conhecida nos jardins há muitos anos, geralmente como Callistemon salignus. Sob esse sinônimo, ela recebeu o Prêmio de Mérito em Jardins [en] da Royal Horticultural Society. Ela pode ser usada para fornecer abrigo e proteção e é adequada como árvore de rua ou para plantio em parques e jardins. Além disso, as flores atraem pássaros para o jardim. A espécie é adequada a uma ampla variedade de tipos de solo e pode tolerar condições úmidas e secas e exposição próxima à costa, mas não é tolerante à geada.
As formas rosa e vermelha são vistas em cultivo.